# David Schmeidler
David Schmeidler (Cracovia, Segunda República polaca, 1939 - 17 de marzo de 2022) fue un matemático y economista teórico israelí. Fue profesor emérito en la Universidad de Tel Aviv y de la Universidad Estatal de Ohio.

## Biografía
David Schmeidler nació en 1939 en Cracovia, Polonia. Pasó los años de la guerra en Rusia y regresó a Polonia al final de la guerra y emigró a Israel en 1949. De 1960 a 1969 estudió matemáticas en la Universidad Hebrea de Jerusalén (BSc, MSc y PhD), los grados avanzados bajo la supervisión de Robert Aumann. Después visitó la Universidad Católica de Lovaina y la Universidad de California en Berkeley antes de unirse a la Universidad de Tel-Aviv en 1971, donde ocupó cátedras en estadística, economía y administración. También ocupó un puesto a tiempo parcial como profesor de economía en la Universidad Estatal de Ohio desde 1987.

## Principales contribuciones
Las primeras contribuciones de Schmeidler se realizaron en la teoría de juegos y la teoría del equilibrio general. Sugirió un nuevo enfoque para resolver los juegos cooperativos, el nucléolo, basado en consideraciones de equidad y viabilidad. Este concepto, que se originó en la tesis doctoral de Schmeidler, se utilizó para resolver un problema de 2000 años de antigüedad. Robert Aumann y Michael Maschler, en un artículo publicado en 1985, mostraron que un enigma del Talmud babilónico, que había desafiado los intentos de comprensión de los eruditos durante dos milenios, se resolvía naturalmente al aplicar el concepto de nucléolo.
Schmeidler también fue pionero en el estudio de los juegos estratégicos no atómicos, en los que cada jugador tiene un impacto insignificante en el desarrollo del juego, así como el concepto relacionado de "juegos de congestión", donde la recompensa de un jugador solo depende de la distribución de las elecciones estratégicas de los otros jugadores (y no de las elecciones individuales).
Schmeidler ha realizado muchas otras contribuciones, que van desde cuestiones conceptuales en la teoría de la implementación hasta resultados matemáticos en la teoría de la medida. Pero su contribución más influyente probablemente esté en la teoría de la decisión. Schmeidler fue el primero en proponer un modelo teórico de decisiones axiomáticas de propósito general que se desviaba del dictado bayesiano, según el cual cualquier incertidumbre puede y debe ser cuantificada por probabilidades. Sin embargo, sugirió y axiomatizó la utilidad esperada de Choquet, según la cual la incertidumbre se modela mediante una capacidad (función de conjunto no necesariamente aditiva) y la expectativa se calcula mediante la integral de Choquet.
Si bien este enfoque puede usarse para explicar el comportamiento comúnmente observado en los experimentos de la paradoja de Ellsberg, la motivación de Schmeidler no fue explicar los hallazgos psicológicos. Más bien, siguiendo las líneas atribuidas a Frank Knight y John Maynard Keynes, el argumento es normativo, lo que sugiere que no es necesariamente más racional ser bayesiano que no. Mientras que en los experimentos, extrayendo bolas de urnas, uno puede adoptar una creencia probabilística, en la vida real a menudo no se puede encontrar un modelo natural para las propias creencias.
Con su alumno, Itzhak Gilboa, David Schmeidler también desarrolló la teoría de la utilidad máxima esperada y la teoría de la decisión basada en casos. También ha actuado como asesor de Peter Wakker, Shiri Alon y Xiangyu Qu.

## Obras seleccionadas
- 1969: "El nucleolo de un juego de funciones característico", SIAM Journal on Applied Mathematics 17: 1163-1170.
- 1973: "Puntos de equilibrio de juegos no atómicos", Journal of Statistical Physics 7: 295-301.
- 1986: "Representación integral sin aditividad", Proceedings of the American Mathematical Society 97: 255-261.
- 1989: "Probabilidad subjetiva y utilidad esperada sin aditividad", Econometrica 57: 571–587.
- 1989: (con Itzhak Gilboa ) "Utilidad maximin esperada con un antecedente no único", Journal of Mathematical Economics 18: 141-153.
- 1995: (con Itzhak Gilboa) "Teoría de la decisión basada en casos", Quarterly Journal of Economics 110: 605–639.
- 2001: (con Itzhak Gilboa) Una teoría de decisiones basadas en casos, Cambridge University Press
- 2015: (con Itzhak Gilboa y Larry Samuelson ) Analogías y teorías: modelos formales de razonamiento, Oxford University PressISBN 978-0-19-873802-2 MR 3362708

## Honores
David Schmeidler es miembro de la Econometric Society, miembro extranjero honorario de la Academia Estadounidense de Artes y Ciencias y miembro de la Academia Israelí de Ciencias y Humanidades. Ha sido presidente de la Game Theory Society (2014-2016).